# ENAER T-35 Pillán II
El PILLAN II es la evolución avanzada del exitoso avión T-35 PILLAN, ahora convertido en un sistema de instrucción de vuelo que incluye, además de la producción de un nuevo avión, importantes subsistemas periféricos de última generación.
Hoy en día, las necesidades de instrucción aérea demandan instruir y entrenar a las nuevas tripulaciones con los sistemas integrados que encontraran en el futuro de su carrera, alrededor de una aeronave de última generación.
El PILLAN II refleja la evolución del T-35 PILLAN original, con una aeronave actualizada en todos sus aspectos relevantes, como aviónica, uso extensivo de fibra de carbono, nuevo diseño de alas, winglets removibles, nueva motorización y mejor relación potencia/peso, manteniendo la reconocida confiabilidad y bajo costo operacional asociada al PILLAN.

Además, siguiendo el concepto de "Sistema de Instrucción Primaria Integral", el PILLAN II incluye Sistemas para Planificación, Seguimiento y Evaluación de Vuelo, y Entrenamiento en Tierra de Pilotos y Técnicos apoyados por Realidad Aumentada.
El PILLAN II, fabricado por ENAER, es heredero de los valores del clásico T-35 PILLAN, el que ha servido a las fuerzas aéreas con singular eficacia, cumpliendo con todas las premisas originales, siempre al día en la última tecnología reflejada en sus constantes actualizaciones, con más de 30 años de servicio formando miles de pilotos en 8 países de América y Europa, entregando más de 300.000 horas de instrucción.
Se espera que en FIDAE 2026 se presente el avión de forma oficial, aunque ENAER ya presento de forma formal y presencial a Egipto, Argelia, Portugal, Republica Dominicana, Paraguay, Uruguay, Guatemala y Ecuador. 

## Turbo Pillan II
El Turbo Pillan II será una posible variante del Pillan II original, está variante tendría un motor turbopropulsado Rolls Royce 250-B17F y por consecuencia tendrá mayores capacidades de maniobrabilidad, mayor peso de despegue, mayor carga util y un techo de vuelo aumentado.
Está variante podría hacer misiones ISR teniendo la capacidad de equipar sensores e incluso armamento ligero para otro tipo de misiones.

## La premisa del proyecto
El PILLAN II será el elemento central de un Sistema Integrado de Instrucción de bajo costo, que acercará al piloto-alumno en forma temprana a tecnologías y procedimientos similares a los de aeronaves de 4.ª y 5.ª generación. El Sistema Integrado de Instrucción está basado en un concepto de progresión lógica del piloto-alumno, de manera que se familiarice desde la primera etapa de formación, con la filosofía y ambiente de sistemas más sofisticados que encontrará posteriormente durante su carrera de piloto.

## Subsistemas periféricos del PILLAN II
Simulador de Vuelo – SIM: Este subsistema, bajo un entorno inmersivo, brindará al usuario una experiencia de vuelo cercana a la realidad. Permitirá la instrucción de procedimientos, entrenamiento de lecciones y simulación de misiones planificadas. El SIM es conformado por una Cabina de Vuelo, una Estación para el Instructor y un Sistema Visual de Realidad Mixta, y tiene la capacidad de comunicarse con el Subsistema de Planificación de Misión (MPS) y con el Subsistema de Debriefing (DBS) para planificar y analizar misiones respectivamente.
Planificación de Misión – MPS: El MPS es una herramienta informática multiplataforma, basada en el motor geoespacial “Luciad”, la cual permitirá generar planes de vuelo e ingresar el plan de vuelo a la aviónica de la aeronave.
Debriefing de Misión – DBS: El DBS reproducirá en forma sincronizada parámetros de vuelo, audio y video del HUD, con el propósito de efectuar análisis post vuelo de cada misión de instrucción, presentando en forma simultánea el vuelo en 2D/3D, el video del HUD y la data.
Seguimiento en Vuelo – TRK: El TRK consiste en un conjunto de herramientas de software y hardware que permiten monitorear, desde una estación en tierra, la posición de las aeronaves que se encuentren realizando vuelos de instrucción en cualquier parte del territorio nacional.
Instrucción para Operadores y Mantenedores – SOM: El SOM corresponde a un sistema tipo CBT (Computer Based Training) o Enseñanza Asistida por Computadora, compuesto por hardware, software y metodologías que permitirán realizar las actividades de formación, capacitación e instrucción de operadores y mantenedores.
Gestión de Órdenes Técnicas (SOT): El SOT permite la gestión de documentos, para rastrear, almacenar, archivar y organizar documentos electrónicos o imágenes de documentos en papel. Poseerá la capacidad de mantener un registro de las distintas versiones y modificaciones de los documentos que se vayan ingresando al sistema.

## Primer prototipo
El prototipo ya se encuentra en fase de construcción y será presentado al publico el segundo semestre del año 2025, Se espera que el prototipo esté volando en 2026. Después de esto, se iniciará la fase de certificación, que tomará aproximadamente un año.
"Este sistema Pillán II ya se encuentra en fase de fabricación y la presentación del prototipo será en el segundo semestre del presente año…”

## Características
Originalmente y el pedido de la Fuerza Aérea de Chile solicitaba un motor recíproco Lycoming AEIO-580-B1A con 315hp de potencia, para tener capacidad acrobática completa, pero ENAER desarrolló un diseño conceptual con un motor turbopropulsado Rolls Royce 250-B17F con 420shp de potencia y empuje para así poder maximizar la capacidad de la aeronave.  
El avión contará con empuñaduras tipo HOTAS y aire acondicionado. La versión con motor reciproco tendrá un peso máximo de despegue de 1.386 kg (3055 lb) para vuelos acrobáticos, y la versión turbopropulsada de 1.406 kg (3100 lb). En vuelos no acrobáticos, estos límites aumentan a 1.497 kg (3300 lb) y 1.588 kg (3500 lb) respectivamente. Ambas versiones están diseñadas para soportar fuerzas de +6/-3G en vuelos acrobáticos y +3,8/-1,5G en no acrobáticos.
Además, pueden incluir tanques subalares que extienden la autonomía de 2 horas y 30 minutos a 5 horas y 20 minutos, volando entre 15.000 y 20.000 pies.
El nuevo avión contará con asientos eyectables Martin Baker Mk17 para aumentar la probabilidad de supervivencia de la tripulación.

## Posibles operadores
- Fuerza Aérea de Chile: 33 unidades pedidas. [7] [8] [9]

- Armada de Chile: En análisis el Turbo Pillan II, posible remplazo del Pilatus PC-7 Turbo Trainer [10][2]
- Fuerza Aérea Popular Vietnamita: Posible interesado en el Pillan II, ENER presento el Sistema de Entrenamiento Integrado para Pilotos Militares Pillan II al agregado de Defensa de Vietnam.[11]
- Ejército del Aire y del Espacio: Usuario de la primera versión del Pillan, ENAER ofreció el Pillan II al Ejército del Aire [12] [13]

Se especula que varios países que actualmente operan el Pillan han mostrado interés en el Pillan II, también países del medio oriente ya han hecho solicitudes formales de propuestas.  